# Скакунка
Скакунка — річка в Україні, у межах Липовецького району Вінницької області. Права притока Собу (басейн Південного Бугу). Тече через села Ясенки та Лукашова, а також через місто Липовець, де впадає у Соб за 93 км від гирла. Довжина — 12 км. Площа басейну — 54,2 км².

## Притоки
Річка без назви - ліва притока. Протікає через село Нарцизівка, впадає у Скасунку за 4 км від її гирла. Довжина річки - 5 км, площа басейну - 18,2 км².

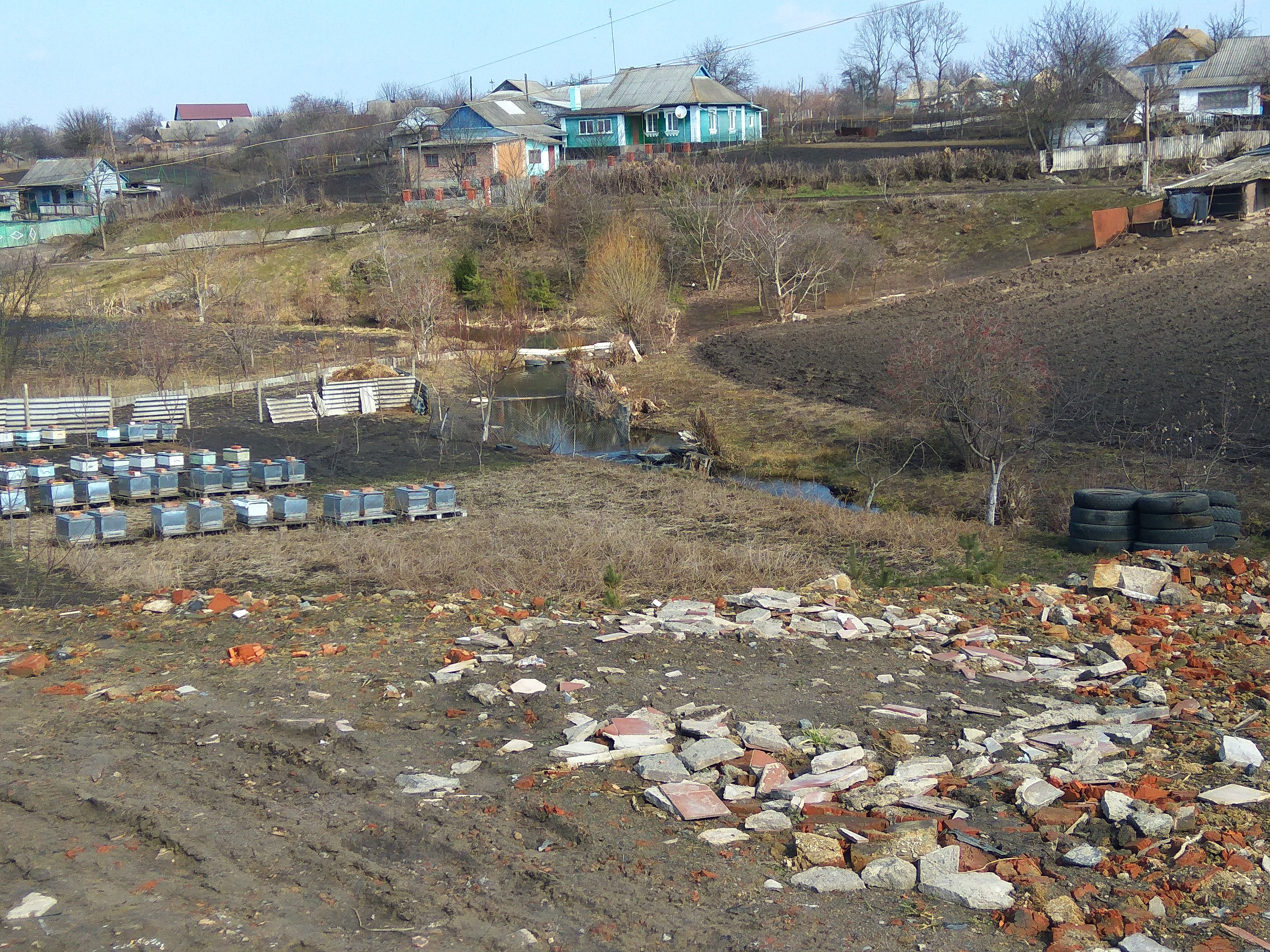
Скакунка у Липовці